# Venda do Pinheiro
Venda do Pinheiro is een plaats (freguesia) in de Portugese gemeente Mafra en telt 4660 inwoners (2001).